# Futbol Club Barcelona Handbol
Il FC Barcelona Handbol è una squadra di pallamano spagnola che milita nella massima serie, la Liga ASOBAL.
Ha vinto 12 volte la EHF Champions League; tre i secondi posti.

## Storia
La sezione pallamano del Futbol Club Barcelona è stata fondata il 29 novembre 1942 durante la presidenza di Enrique Piñeyro. In principio la pallamano è stata giocata con undici giocatori per squadra e non ha avuto un ambito specializzato per giocare. Hanno usato campi di calcio fino alla fine degli anni '50, quando è nata la pallamano moderna, con sette giocatori e un campo coperto.
Nelle prime fasi, il campionato spagnolo era dominato da altre squadre come Atlético de Madrid e Granollers. Le cose cambiarono radicalmente con l'arrivo di uno dei migliori allenatori nella storia pallamano, Valero Rivera. Con lui, la squadra è diventata praticamente imbattibile in Spagna e in Europa, conquistando un record di 62 trofei, di cui 5 Coppe dei Campioni consecutive.

## Palmarès

### Titoli nazionali
- Liga ASOBAL: 32
  - 1968-69, 1972-73, 1979-80, 1981-82, 1985-86, 1987-88, 1988-89, 1989-90, 1990-91, 1991-92, 1995-96, 1996-97, 1997-98, 1998-99, 1999-00, 2002-03, 2005-06, 2010-11, 2011-12, 2012-13, 2013-14, 2014-15, 2015-16, 2016-17, 2017-18, 2018-19, 2019-20, 2020-21, 2021-22, 2022-23, 2023-24, 2024-25

- Coppa del Re: 29
  - 1968-69, 1971-72, 1972-73, 1982-83, 1983-84, 1984-85, 1987-88, 1989-90, 1992-93, 1993-94, 1996-97, 1997-98, 1999-00, 2003-04, 2006-07, 2008-09, 2009-10, 2013-14, 2014-15, 2015-16, 2016-17, 2017-18, 2018-19, 2019-20, 2020-21, 2021-22, 2022-23, 2023-24, 2024-25

- Coppa ASOBAL: 20
  - 1994-95, 1995-96, 1999-00, 2000-01, 2001-02, 2009-10, 2011-12, 2012-13, 2013-14, 2014-15, 2015-16, 2016-17, 2017-18, 2018-19, 2019-20, 2020-21, 2021-22, 2022-23, 2023-24, 2024-25

- Supercoppa di Spagna: 24
  - 1987, 1989, 1990, 1991, 1992, 1994, 1997, 1998, 2000, 2001, 2004, 2007, 2009, 2010, 2013, 2014, 2015, 2016, 2017, 2018, 2019, 2020, 2021, 2022

### Titoli internazionali
- Coppa dei Campioni / Champions League: 12
  - 1990-91, 1995-96, 1996-97, 1997-98, 1998-99, 1999-00, 2004-05, 2010-11, 2014-15, 2020-21, 2021-22, 2023-24

- Coppa delle Coppe: 5
  - 1983-84, 1984-85, 1985-86, 1993-94, 1994-95

- IHF Cup / EHF Cup: 1
  - 2002-03

- Champions Trophy: 5
  - 1995-96, 1996-97, 1997-98, 1998-99, 2002-03

- IHF Super Globe: 5
  - 2013, 2014, 2017, 2018, 2019

## Rosa 2025-2026

### Giocatori
| N° | Naz.                  | Ruolo | Sportivo                  | Anno |  |  |
| -- | --------------------- | ----- | ------------------------- | ---- |  |  |
| 1  | Islanda (bandiera)    | P     | Viktor Gísli Hallgrímsson | 2000 |  |  |
| 3  | Spagna (bandiera)     | PV    | Antonio Bazán             | 1996 |  |  |
| 6  | Spagna (bandiera)     | A     | Daniel Fernández          | 2001 |  |  |
| 9  | Svezia (bandiera)     | T     | Jonathan Carlsbogård      | 1995 |  |  |
| 10 | Francia (bandiera)    | T     | Dika Mem                  | 1997 |  |  |
| 11 | Spagna (bandiera)     | T     | Djordje Cikusa            | 2005 |  |  |
| 12 | Danimarca (bandiera)  | P     | Emil Nielsen              | 1997 |  |  |
| 18 | Slovenia (bandiera)   | A     | Blaž Janc                 | 1996 |  |  |
| 19 | Francia (bandiera)    | T     | Timothey N'Guessan        | 1992 |  |  |
| 20 | Spagna (bandiera)     | A     | Aleix Gómez               | 1997 |  |  |
| 27 | Spagna (bandiera)     | PV    | Óscar Grau                | 2004 |  |  |
| 35 | Slovenia (bandiera)   | T     | Domen Makuc               | 2000 |  |  |
| 45 | Egitto (bandiera)     | T     | Seif El Deraa             | 1998 |  |  |
| 72 | Francia (bandiera)    | PV    | Ludovic Fabregas          | 1996 |  |  |
| 82 | Portogallo (bandiera) | PV    | Luís Frade                | 1998 |  |  |
| 83 | Spagna (bandiera)     | A     | Ian Barrufet              | 2005 |  |  |
| 88 | Spagna (bandiera)     | T     | Petar Cikusa              | 2005 |  |  |

### Staff
- Allenatore:  Antonio Carlos Ortega
- Vice allenatore:  Konstantin Igropulo
- Preparatore dei portieri:  Tomas Svensson